# Floor van Lamoen
Floris Michel (Floor) van Lamoen (Leiden, 15 juli 1966) is een voormalige Nederlandse atleet, die was gespecialiseerd in het onderdeel snelwandelen.

## Sportloopbaan
Van Lamoen, die het meest succesvol was op de 5000 m snelwandelen, behaalde driemaal een medaille op de Nederlandse kampioenschappen. Op 11 juli 1998 brons in Groningen op de 20.000 m snelwandelen, op 14 februari 1998 brons tijdens de Nederlandse indoorkampioenschappen in Den Haag op de 5000 m snelwandelen, en op 16 februari 2002 zilver op hetzelfde snelwandelonderdeel, dat in Gent werd verlopen. Bij alle drie de gelegenheden werd Harold van Beek kampioen. Van Lamoen was lid van AV'23 in (Amsterdam) en hierna van AV'56 in (Goes). Hij stopte in 2004 met topsport vanwege chronische hamstringblessures.

## Maatschappelijke loopbaan
Van Lamoen behaalde zijn gymnasium-beta diploma aan het Stedelijk Gymnasium Leeuwarden, studeerde daarna wiskunde aan de Universiteit van Amsterdam en ontdekte in 2000 een cirkel die op een bepaalde manier verbonden is aan een driehoek. Deze cirkel wordt nu de Cirkel van Van Lamoen genoemd. Van Lamoen werkt als docent wiskunde aan het Ostrea Lyceum te Goes. Als wiskundige is hij tevens redacteur van "Forum Geometricorum", een internationaal tijdschrift op het gebied van klassieke Euclidische meetkunde. In april 2009 kwam bij uitgeverij Epsilon zijn boek Passen en Meten met Cirkels uit over de arbelos van Archimedes in de klassieke meetkunde.

## Politiek
Van 11 maart 2010 tot 14 december 2020 was Van Lamoen fractievoorzitter namens de SP in de gemeenteraad van Goes.

## Persoonlijk
Van Lamoen is getrouwd en heeft een dochter.

## Persoonlijke records
Baan
| Onderdeel             | Prestatie | Datum             | Plaats      |
| --------------------- | --------- | ----------------- | ----------- |
| 3000 m snelwandelen   | 12.51,0   | 15 september 1995 | Amsterdam   |
| 5000 m snelwandelen   | 21.52,9   | 24 mei 1996       | Barendrecht |
| 10.000 m snelwandelen | 46.32,5   | 21 april 1995     | Zaandam     |
| 20.000 m snelwandelen | 1:38.21,0 | 14 april 1996     | Tilburg     |
| 1 uur snelwandelen    | 12.610 m  | 4 september 1998  | Zaandam     |
| 2 uur snelwandelen    | 23.310 m  | 26 juli 1997      | Spijkenisse |

Weg
| Onderdeel          | Prestatie | Datum           | Plaats         |
| ------------------ | --------- | --------------- | -------------- |
| 10 km snelwandelen | 45.21     | 1 februari 1998 | Rotterdam      |
| 20 km snelwandelen | 1:36.40   | 10 maart 1996   | Sint-Oedenrode |
| 30 km snelwandelen | 2:43.20   | 30 april 1995   | Schoonhoven    |

Indoor
| Onderdeel           | Prestatie | Datum            | Plaats   |
| ------------------- | --------- | ---------------- | -------- |
| 3000 m snelwandelen | 12.56,11  | 10 februari 1996 | Den Haag |
| 5000 m snelwandelen | 22.25,26  | 14 februari 1998 | Den Haag |

## Palmares

### 5000 m snelwandelen
- 1997: 4e NK Indoor - 22.46,32
- 1998:  NK indoor - 22.25,26
- 2002:  NK indoor - 24.48,59

### 20.000 m snelwandelen
- 1997: 4e NK - 1:39.29,1
- 1998:  NK - 1:39.43,2

## Publicaties
- Passen en Meten met Cirkels, de arbelos van Archimedes, Floor van Lamoen, uitgeverij Epsilon, april 2009, 60 p, ISBN 978-90-5041-106-6
- Morley Related Triangles on the Nine-Point Circle American Mathemathics Monthly, volume 107, 2000, pagina 941–945.

- Gemeinsame Normdatei: 1049966007
- International Standard Name Identifier: 0000 0003 9322 0370
- Nederlandse Thesaurus van Auteursnamen: 241585538
- Virtual International Authority File: 287377597
- WorldCat: E39PBJyh6TD4tKJQrFyPG7gh73